# Lieurey
Lieurey és un municipi francès situat al departament de l'Eure i a la regió de Normandia. L'any 2007 tenia 1.342 habitants.

## Demografia

### Població
El 2007 la població de fet de Lieurey era de 1.342 persones. Hi havia 564 famílies de les quals 148 eren unipersonals (36 homes vivint sols i 112 dones vivint soles), 208 parelles sense fills, 164 parelles amb fills i 44 famílies monoparentals amb fills.
La població ha evolucionat segons el següent gràfic:
Habitants censats

### Habitatges
El 2007 hi havia 681 habitatges, 567 eren l'habitatge principal de la família, 97 eren segones residències i 17 estaven desocupats. 625 eren cases i 32 eren apartaments. Dels 567 habitatges principals, 401 estaven ocupats pels seus propietaris, 160 estaven llogats i ocupats pels llogaters i 6 estaven cedits a títol gratuït; 19 tenien una cambra, 31 en tenien dues, 67 en tenien tres, 178 en tenien quatre i 272 en tenien cinc o més. 445 habitatges disposaven pel capbaix d'una plaça de pàrquing. A 258 habitatges hi havia un automòbil i a 214 n'hi havia dos o més.

### Piràmide de població
La piràmide de població per edats i sexe el 2009 era:
| Homes | Edats   | Dones |
| ----- | ------- | ----- |
| 0     | 95 o +  | 4     |
| 0     | 90 a 94 | 8     |
| 16    | 85 a 89 | 16    |
| 8     | 80 a 84 | 4     |
| 40    | 75 a 79 | 40    |
| 40    | 70 a 74 | 52    |
| 20    | 65 a 69 | 52    |
| 20    | 60 a 64 | 32    |
| 40    | 55 a 59 | 24    |
| 48    | 50 a 54 | 36    |
| 36    | 45 a 49 | 20    |
| 48    | 40 a 44 | 56    |
| 24    | 35 a 39 | 40    |
| 40    | 30 a 34 | 44    |
| 48    | 25 a 29 | 28    |
| 36    | 20 a 24 | 24    |
| 36    | 15 a 19 | 56    |
| 36    | 10 a 14 | 36    |
| 24    | 5 a 9   | 36    |
| 24    | 0 a 4   | 32    |

## Economia
El 2007 la població en edat de treballar era de 799 persones, 579 eren actives i 220 eren inactives. De les 579 persones actives 519 estaven ocupades (279 homes i 240 dones) i 60 estaven aturades (23 homes i 37 dones). De les 220 persones inactives 100 estaven jubilades, 64 estaven estudiant i 56 estaven classificades com a «altres inactius».

### Ingressos
El 2009 a Lieurey hi havia 593 unitats fiscals que integraven 1.424,5 persones, la mediana anual d'ingressos fiscals per persona era de 16.166 €.

### Activitats econòmiques
Dels 82 establiments que hi havia el 2007, 3 eren d'empreses alimentàries, 4 d'empreses de fabricació d'altres productes industrials, 15 d'empreses de construcció, 17 d'empreses de comerç i reparació d'automòbils, 4 d'empreses de transport, 6 d'empreses d'hostatgeria i restauració, 1 d'una empresa d'informació i comunicació, 1 d'una empresa financera, 4 d'empreses immobiliàries, 9 d'empreses de serveis, 11 d'entitats de l'administració pública i 7 d'empreses classificades com a «altres activitats de serveis».
Dels 33 establiments de servei als particulars que hi havia el 2009, 1 era una oficina de correu, 1 una oficina bancària, 1 funerària, 6 tallers de reparació d'automòbils i de material agrícola, 1 autoescola, 4 paletes, 3 guixaires pintors, 3 fusteries, 2 lampisteries, 1 electricista, 1 empresa de construcció, 2 perruqueries, 1 veterinari, 3 restaurants, 2 agències immobiliàries i 1 saló de bellesa.
Dels 7 establiments comercials que hi havia el 2009, 1 era una gran superfície de material de bricolatge, 1 una botiga de més de 120 m², 2 fleques, 2 carnisseries i 1 una botiga d'electrodomèstics.
L'any 2000 a Lieurey hi havia 37 explotacions agrícoles que ocupaven un total de 1.395 hectàrees.

## Equipaments sanitaris i escolars
L'únic equipament sanitari que hi havia el 2009 era una farmàcia.
El 2009 hi havia 1 escola maternal i 1 escola elemental.

## Poblacions més properes
El següent diagrama mostra les poblacions més properes.